# McKinley (Contea di St. Louis, Minnesota)
McKinley è un comune degli Stati Uniti d'America, situato nello Stato del Minnesota, nella contea di St. Louis.